# Tetramerista
Tetramerista es un género  perteneciente a la familia Tetrameristaceae. Comprende 4 especies descritas y pendientes de aceptar.

## Taxonomía
El género fue descrito por Friedrich Anton Wilhelm Miquel y publicado en Flora van Nederlandsch Indie, Eerste Bijvoegsel 534. 1861 La especie tipo es: Tetramerista glabra Miq.	

## Especies aceptadas
A continuación se brinda un listado de las especies del género Tetramerista pendientes de ser aceptadas hasta septiembre de 2014, ordenadas alfabéticamente. Para cada una se indica el nombre binomial seguido del autor, abreviado según las convenciones y usos.	
- Tetramerista crassifolia Hallier f.
- Tetramerista glabra Miq.
- Tetramerista montana Hallier f.
- Tetramerista paniculata Kurz